# Kruto Vende
Kruto Vende eller Cruto, död före 1093, var son till vendekungen Grin och furste av Wagrien. Den amerikanska historikern James Westfall Thompson anser att Kruto var av raniskt (vendiskt) ursprung.

## Biografi
Gottschalk, en kristen obotritisk furste som var gift med dottern till sin danska allierade Sven Estridsson, hade under 1050-talet förtryckt obotriterna samt några luticianstammar. År 1066 ledde Kruto ett uppror, initierat av den obodritiska adeln, mot Gottschalk och hans allierade hertigar  Ordulf och Magnus i hertigdömet Sachsen. Resultatet blev Gottschalks död och hans söner Budivoj och Henrik blev förvisade till Sachsen och Danmark. Kruto etablerade sin huvudstad på ön Buku, där han byggde en imponerande palissadfästning vid sammanflödet av floderna Trave och Wakenitz, som senare blev platsen för staden Lübeck.
År 1074 eller 1075 attackerade Budivoj, en av Gottschalks söner, Krutos fäste Plune vid nuvarande Plön. Budivoj hade med sig en grupp holsteinare skickade av Magnus.  Fästningen hade avsiktligt lämnats oförsvarat och dagen efter omringades Plune av slaviska styrkor, vilket tvingade saxarna att överge fästningen. Detta ledde till en blodig massaker och även Budivoj dödades.
Fram till sin död 1093 var Nordalbingien, inklusive Holstein, Stormarn och Ditmarsch, föremål för Krutos hedniska styre. I årtionden kämpade Magnus, Erik av Danmark och markgrevarna av Nordmark (Udo II, Henry I och Udo III) för att störta Kruto, men bara Erik kom nära.
Krutos furstendöme var dock svagt internt, men vasallslaverna, som Liutizi, fortsatte att välja ledare som var underordnade Kruto.  De kristna obotriterna hade hemliga allianser med saxarna i syfte att störta Kruto. Vid en bankett där Kruto hade för avsikt att döda Gottschalks son Henry, blev istället Kruto själv mördad av Henry med hjälp av Krutos fru Slavina. Omedelbart efter Krutos död ledde Henry en kombinerad slavisk-saxisk armé till seger över Venderna i slaget vid Schmilau och återtog kontrollen över Wagri och Liutizi.